# Héctor Aizpuro
Héctor Aizpuro, né le 10 octobre 1940, à Monterrey, au Mexique, est un ancien joueur mexicain de basket-ball.